# Gaggio Montano
Gaggio Montano là một đô thị ở tỉnh Bologna vùng Emilia-Romagna của Ý, có vị trí khoảng 45 km về phía tây nam của Bologna. Tại thời điểm ngày 31 tháng 12 năm 2004, đô thị này có dân số 4.928 người và diện tích là 58,7 km².
Gaggio Montano giáp các đô thị sau: Castel d'Aiano, Castel di Casio, Grizzana Morandi, Lizzano in Belvedere, Montese, Porretta Terme, Vergato.